# Odznaka „Zasłużony Pracownik Rolnictwa”
Odznaka „Zasłużony Pracownik Rolnictwa” – polskie jednostopniowe odznaczenie resortowe ustanowione 10 lipca 1970 i nadawane przez Ministra Rolnictwa, jako zaszczytne wyróżnienie przyznawane w uznaniu zasług w dziedzinie rolnictwa m.in. rolnikom indywidualnym, pracownikom zatrudnionym w rolnictwie i innym osobom za zasługi w tej dziedzinie. Odznaka została zlikwidowana 11 maja 1996. Zastąpiła ją ustanowiona w pół roku później Odznaka honorowa „Zasłużony dla Rolnictwa”.